# Maurice Richard
Joseph Henri Maurice "Rocket" Richard PC CC OQ (tiếng Anh: /rɪˈʃɑːrd/; tiếng Pháp: [ʁiʃaʁ]; 4 tháng 8 năm 1921 – 27 tháng 5 năm 2000) là một vận động viên khúc côn cầu trên băng chuyên nghiệp người Canada đã chơi 18 mùa giải National Hockey League (NHL – Liên đoàn Khúc côn cầu Quốc gia) cho đội Montréal Canadiens (tiếng Pháp: Les Canadiens de Montréal). Ông là cầu thủ đầu tiên trong lịch sử NHL ghi được 50 bàn thắng trong một mùa giải 1944–45, kỳ tích trong 50 trận đấu và là cầu thủ đầu tiên ghi được 500 bàn thắng trong sự nghiệp. Năm 1960, Richard giải nghệ cầu thủ với tư cách là người dẫn đầu số bàn thắng mọi thời đại với 544 bàn. Ông nhận Cúp Hart cho cầu thủ xuất sắc nhất NHL năm 1947, được chơi 13 trận Toàn Ngôi Sao, có tên trong 14 đội hình Toàn Ngôi Sao NHL sau mùa giải, tám lần trong đội hình thứ nhất. Năm 2017, Richard được vinh danh là một trong 100 cầu thủ NHL vĩ đại nhất lịch sử. Người em trai Henri cũng là cầu thủ của Canadiens, cả hai là đồng đội trong 5 năm cuối sự nghiệp của Maurice. Với biệt danh "Pocket Rocket" (Tên lửa bỏ túi), Henri cũng được sánh tên với anh trai mình trên Đại sảnh Danh vọng Khúc côn cầu.
Richard, Elmer Lach và Toe Blake tạo ra tuyến tiền đạo "Punch line" (Cú đấm) ghi điểm lớn vào thập niên 1940. Richard được đứng trong 8 đội vô địch Cúp Stanley, trong đó có kỷ lục năm lần liên tiếp 1956–1960; và mang băng đội trưởng trong bốn giải cuối. Đại sảnh Danh vọng Khúc côn cầu đã bỏ điều kiện phải đợi 5 năm sau khi dừng thi đấu và vinh danh Richard ngay năm 1961. Năm 1975, ông được vinh danh trong Đại sảnh Danh vọng Thể thao Canada. Năm 1960, đội Canadiens đã giữ lại số áo 9 của Richard. Năm 1999, đội tặng lại Cúp Maurice Richard cho NHL để trao hàng năm cho cầu thủ ghi bàn hàng đầu mùa giải.
Richard là con cả trong gia đình có 8 người con sống nghèo khó thời Đại khủng hoảng. Lúc ban đầu, ông bị coi là một cầu thủ yếu ớt. Dính chấn thương hàng loạt khiến ông không thể nhập ngũ tham gia Chiến tranh thế giới thứ hai. Tính cách mãnh liệt, ông nổi tiếng với lối chơi thiên về thể chất, đôi khi có xu hướng bạo lực. Richard có liên quan đến sự cố ẩu đả trên sân cuối mùa giải 1954–55 khi đánh trọng tài biên. Chủ tịch NHL Clarence Campbell cấm Richard hết mùa giải và các trận playoff, dẫn đến sự chống đối của người hâm mộ bùng phát thành cuộc bạo loạn Richard ở Montréal. Từ đó, cuộc bạo động trở thành biểu tượng hàng thập kỷ và được coi là tiền thân Cách mạng yên tĩnh ở Québec. Richard là biểu tượng văn hóa của cư dân nói tiếng Pháp tại Québec; huyền thoại về ông thành mô típ chính trong truyện ngắn Le chandail de hockey  (Áo đấu khúc côn cầu) của Roch Carrier, một tác phẩm tiêu biểu trong văn hóa Canada. Năm 1998, Richard được chẩn đoán mắc ung thư dạ dày là nguyên nhân khiến ông qua đời hai năm sau đó. Ông là người đầu tiên không phải chính trị gia được tỉnh Québec vinh danh bằng lễ tang cấp nhà nước.

## Những năm đầu đời
Joseph Henri Maurice Richard sinh ngày 4 tháng 8 năm 1921 tại Montréal, Québec. Cha mẹ là Onésime Richard và Alice Laramée, nguyên quán Gaspé ở Québec chuyển đến Montréal, ngụ tại vùng lân cận Nouveau-Bordeaux. Maurice là con cả trong gia đình có tám người con; 3 em gái Georgette, Rollande, Marguerite và bốn em trai René, Jacques, Henri và Claude. Onésime là thợ mộc và vào làm tại Đường sắt Thái Bình Dương Canada ngay sau khi Maurice chào đời. Gia đình phải vật lộn trong cuộc Đại khủng hoảng; Onésime mất việc năm 1930 và gia đình phải sống dựa vào viện trợ của nhà nước cho đến khi được đường sắt nhận trở lại làm việc khoảng năm 1936.
Khi lên 4, Richard nhận được đôi giày trượt băng đầu tiên và lớn lên cùng những ngày trượt băng trên mặt sông gần đó và mặt băng nhỏ do cha tạo ra sau sân nhà. Đến năm 14 tuổi, Richard mới bắt đầu chơi khúc côn cầu một cách bài bản. Trước lúc ấy, Richard có kỹ năng chơi các thể loại shinny và "hog" — trò chơi yêu cầu người giữ cầu (puck) khỏi đối thủ càng lâu càng tốt. Dù Richard cũng chơi bóng chày và quyền Anh nhưng khúc côn cầu lại là niềm đam mê. Sau khi bắt đầu tham gia các giải có tổ chức, Richard gia nhập một số đội và dùng biệt hiệu như "Maurice Rochon" để lách luật cầu thủ chỉ được chơi cho một đội. Trong một giải đấu, Richard đưa đội mình giành ba chức vô địch liên tiếp và ghi 133 trên 144 bàn thắng của đội trong mùa giải 1938–39.
Ở tuổi 16, Richard bỏ học để làm thợ máy với cha mình. Anh ghi danh vào một trường kỹ thuật để kiếm chứng chỉ nghề. Năm 18 tuổi, Richard gia nhập đội trẻ Verdun Maple Leafs, là tân binh nên ít được ra sân. Anh ghi 4 bàn trong 10 trận đấu và thêm 6 bàn trong 4 trận playoff khi Verdun vô địch tỉnh. Năm 1940, Richard được chuyển lên cho Montréal Canadiens mượn thi đấu tại Giải Khúc côn cầu chuyên nghiệp Québec (QSHL) nhưng bị vỡ mắt cá chân khi lao vào bảng trong trận đấu đầu tiên và phải nghỉ suốt mùa giải. Chấn thương cũng dập tắt hi vọng nhập ngũ trong quân đội Canada. Giữa năm 1941, Richard được gọi đến trung tâm tuyển quân nhưng không được tuyển mộ vì không đủ khả năng chiến đấu.
Ngoài sân thi đấu, Richard là thanh niên trầm lặng, khiêm tốn và kiệm lời. Năm 17 tuổi, anh gặp vợ tương lai Lucille Norchet lúc ấy mới là một cô bé chưa tròn 14 tuổi. Cô là em gái đồng đội Richard tại Bordeaux, tính cách hướng ngoại, trong sáng đã bổ sung cho bản tính dè dặt của Richard. Lucille đã thành công trong việc giúp Richard vượt qua những thử thách và thất vọng trong cả khúc côn cầu lẫn cuộc sống. Năm Richard 20 tuổi, hai người đính hôn dù bố mẹ Lucille thấy con gái mình còn quá trẻ. Ngày 12 tháng 9 năm 1942, cả hai thành hôn khi Lucille 17 tuổi.

## Sự nghiệp thi đấu

### Cúp Stanley đầu tiên

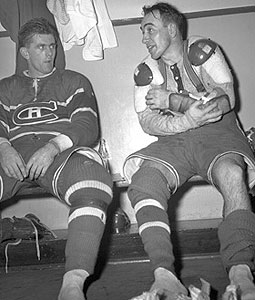
Richard (trái) ngồi bên Toe Blake. Cặp đôi này cùng Elmer Lach tạo thành "Punch line" vào thập niên 1940.

Sau khi bình phục mắt cá chân kịp thời cho mùa giải 1941–42, Richard trở về giải Québec, chơi 31 trận và ghi được 17 điểm trước khi chấn thương lần nữa. Richard bị gãy cổ tay sau khi vướng vào một hậu vệ và đâm vào lưới. Richard trở lại thi đấu vòng loại trực tiếp. Nhờ kĩ năng Richard đã thể hiện tại giải Québec cộng với các hiện trạng khó khăn như thiếu cầu thủ do chiến tranh, thành tích yếu kém không thu hút được người hâm mộ hay thiếu cầu thủ thuộc cộng đồng Pháp ngữ, Richard liền có vị trí thử việc với Canadiens trong mùa giải 1942–43. Anh ký hợp đồng trị giá 3.500 đô la một năm và thi đấu ra mắt với số 15 trong màu áo Canadiens. Bàn thắng đầu tiên của Richard là vào lưới New York Rangers ngày 8 tháng 11 năm 1942.
Chấn thương gãy chân một lần nữa lại khiến tân binh Richard phải ngồi ngoài sân chỉ sau 16 trận đấu. Chuỗi gãy xương quá sớm trong sự nghiệp khiến giới quan sát băn khoăn liệu Richard có quá mong manh để thi đấu tại những cấp độ cao nhất không. Anh thử đăng ký quân ngũ lần thứ hai nhưng lại bị từ chối vì chụp X-quang cho thấy xương chưa lành hẳn; mắt cá chân bị biến dạng vĩnh viễn buộc Richard phải thay đổi cách trượt băng. Cảm thấy nhục nhã khi bị từ chối, anh tăng cường tập luyện và hoàn toàn khỏe mạnh khi trình diện tại trại tập huấn Montréal cho mùa giải 1943–44. Richard cũng đổi áo sang số 9 ứng với cân nặng 9 pound của con gái Huguette mới chào đời.
Giữ khỏe mạnh trong suốt mùa giải, Richard chơi 46 trong số 50 trận của Montréal. Anh đứng thứ ba tại Canadiens với 32 bàn thắng và 54 điểm. Mùa giải NHL trọn vẹn đầu tiên không chỉ chấm dứt những chỉ trích về khả năng thi đấu mà còn khiến Richard trở thành một trong những cầu thủ trẻ xuất sắc nhất giải đấu. Huấn luyện viên Dick Irvin chuyển Richard từ cánh trái sang cánh phải và xếp anh chơi chính cùng với Toe Blake và Elmer Lach. Với biệt danh "Punch line", bộ ba là nhóm ghi điểm thống trị suốt thập niên 1940. Đội Canadiens chỉ thua sáu trận sau tháng 10, và tiếp tục giành Cúp Stanley đầu tiên sau 13 năm. Richard dẫn đầu giải đấu với 12 bàn thắng trong trận playoff, bao gồm cả nỗ lực ghi 5 bàn vào lưới Toronto Maple Leafs trong trận bán kết. Anh bằng với kỷ lục NHL của Newsy Lalonde về số bàn thắng trong một trận playoff (kể từ đó có thêm ba cầu thủ đạt thành tích này) và được nhà báo Charles Mayer bầu chọn là cầu thủ ngôi sao thứ nhất, thứ nhì và thứ ba của trận đấu. Richard được xướng tên trong đội hình ngôi sao NHL thứ hai sau mùa giải. Đây là lần đầu tiên trong 14 năm liên tiếp anh được vinh danh là ngôi sao của giải đấu.

### 50 bàn trong 50 trận
Mùa giải NHL 1944–45 là mốc kỷ lục đối với Richard. Lần đầu tiên anh lập nên dấu ấn mới về số điểm trong một trận đấu với 5 bàn thắng và 3 đường kiến tạo góp phần thắng 9–1 trước Detroit Red Wings ngày 28 tháng 12 năm 1944; 8 điểm của Richard đã xô đổ kỷ lục 7 điểm của ba cầu thủ trước đó, và giữ vững trong 32 năm tiếp theo cho đến khi bị Darryl Sittler vượt qua năm 1976. Thành tích này còn ấn tượng hơn nếu biết Richard vừa mất sức khi chuyển nhà đến ngay chiều hôm đó. Anh tiếp tục ghi bàn với hiệu suất chưa từng thấy, và đến tháng 2 năm 1945 đã chạm tới kỷ lục 44 bàn trong một mùa giải của Joe Malone lập lúc 27 tuổi mùa giải 1917–18. Ngày 25 tháng 2 năm 1945, Richard phá kỷ lục bằng chiến thắng 5–2 trước Toronto. Malone đã có mặt để tặng Richard trái puck trong bàn thắng thứ 45.

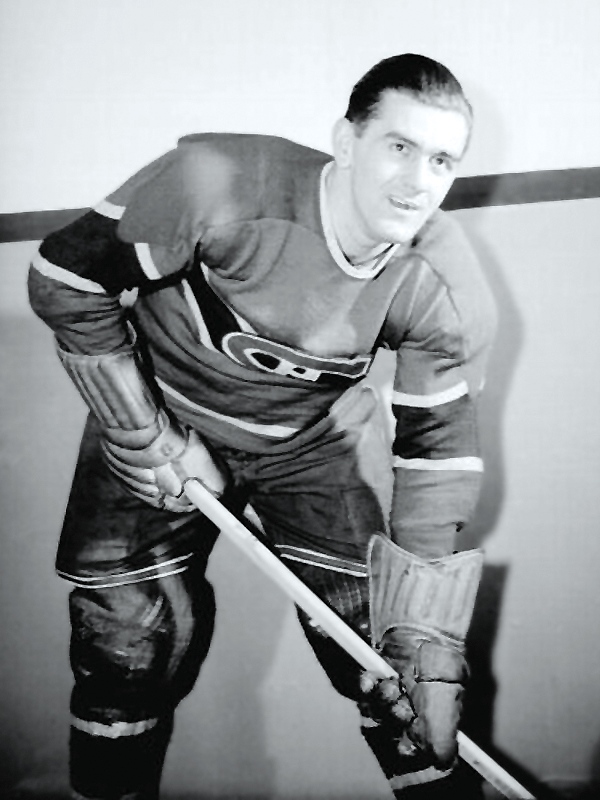
Richard năm 1945. Thành tích 50 bàn trong 50 trận chỉ bị Mike Bossy chạm tới vào mùa giải 1980–81.

Khi Richard tiệm cận con số 50 bàn thắng trong mùa giải, đối thủ càng quyết liệt hơn trong việc ngăn anh ghi bàn. Richard phải đối mặt với những lỗi chém, móc khi qua người, hoặc lao cả người vào lưng anh. Richard không thể ghi bàn trong 8 trận liên tiếp sau đó. Ngày 18 tháng 3, anh có trong tay 49 bàn để bước vào trận cuối của Montréal ở mùa giải chính thức gặp Boston Bruins. Khi trận đấu chỉ còn 2:15, Richard ghi bàn dấu mốc tạo nên chiến thắng 4–2 cho Montréal. Anh trở thành cầu thủ đầu tiên ghi được 50 bàn thắng trong một mùa giải, kỷ lục này được giữ cho đến mùa giải 1960–61, khi cầu thủ Canadiens khác là Bernie "Boom Boom" Geoffrion cũng ghi 50 bàn trong 64 trận đấu vòng tính điểm. Dấu ấn của Richard chỉ thực sự bị vượt qua vào mùa giải 1965–66 khi Bobby Hull ghi 54 bàn sau 65 trận cho Chicago Blackhawks. Thành tích 50 bàn trong 50 trận của Richard cũng đi vào lịch sử NHL trở thành một trong những tiêu chuẩn thành tựu danh giá nhất. Phải đến 36 năm sau, Mike Bossy mới tái hiện được điều này tại mùa giải 1980–81, hiện cũng chỉ có 4 cầu thủ có thể sánh ngang với thành tích 50 bàn trong 50 trận sau 70 năm mà Richard kiến lập. Richard kết thúc mùa giải với 73 điểm, kém Lach 7 điểm và hơn Blake 6 điểm, khi dàn Punch line đứng ba vị trí ghi điểm cao nhất giải. Richard cũng về thứ hai sau Lach trong bầu chọn nhận Cúp Hart cho cầu thủ xuất sắc nhất.
Các nhà phê bình cho rằng thành tích ghi bàn của Richard là do bối cảnh chiến tranh khi nhiều nhân tài phải ra mặt trận; khi họ trở lại vào mùa giải 1945–46, tuy Richard vẫn giành được Cúp Stanley thứ hai với Montréal, nhưng hiệu suất ghi bàn đã giảm gần một nửa xuống còn 27. Mùa giải 1946–47, Richard một lần nữa trở thành vua phá lưới với tổng cộng 45 bàn trong 60 trận và lần duy nhất nhận Cúp Hart cho cầu thủ xuất sắc nhất. Trong sự nghiệp thi đấu, anh được năm lần bầu chọn nữa nhưng chỉ về nhì hoặc thứ ba. Đối thủ tiếp tục chọc giận hoặc làm Richard chán nản vì biết rằng có thể loại anh khỏi sân khi Richard trả đũa và ẩu đả thô bạo. Sự cố như vậy đã xảy ra trong vòng chung kết Cúp Stanley 1947 khi Richard nhận án cấm vì dùng gậy đập vào đầu Bill Ezinicki đội Toronto Maple Leafs ở trận 2. Richard không được ra sân trong trận 3, nơi "những chiếc lá phong" tiếp tục giành chiến thắng.

Với tư cách đương kim cầu thủ xuất sắc nhất, Richard đòi tăng lương trước mùa giải 1947–48. Giám đốc điều hành Frank Selke từ chối, ngay cả khi Richard và đội trưởng Émile Bouchard không chịu thi đấu. Cuối cùng, cả hai đều phải nhượng bộ và quay trở lại khi mùa giải bắt đầu. Punch line tan rã sau khi Blake bị chấn thương chân kết thúc sự nghiệp. Mùa giải của Richard cũng kết thúc sớm do chấn thương đầu gối nên không chơi được những trận cuối. Anh đứng thứ nhì về số điểm, ghi được 53 điểm sau 53 trận, nhưng Montréal không vào được vòng playoff. Mùa giải 1948–49 chỉ ghi được 38 điểm, Richard lại có 65 điểm trong mùa giải tiếp theo và lần thứ ba dẫn đầu NHL với 43 bàn thắng. Mùa giải 1950–51, Richard ghi được 42 bàn thắng, trong đó có bàn thắng thứ 271 trong sự nghiệp, giúp anh trở thành người dẫn đầu danh sách ghi bàn mọi thời đại của Montréal.

### Cầu thủ ghi điểm mọi thời đại

Richard đẫm máu bắt tay thủ môn Jim Henry đội Boston sau chiến thắng của Canadiens ở bán kết Cúp Stanley năm 1952.

Richard bỏ lỡ hơn 20 trận mùa giải 1951–52 do chấn thương, nhưng đã vượt qua cú thương tích ở vòng playoff. Trong trận đấu thứ bảy mang tính quyết định với Boston ở bán kết, Richard bị Leo Labine va chạm bất tỉnh chốc lát khi ngã đập mặt vào đầu gối Bill Quackenbush. Dù còn choáng, Richard trở lại thi đấu vào cuối hiệp ba sau khi vết rách lớn trên mắt được khâu lại. Huấn luyện viên Canadiens Dick Irvin cho Richard trở lại sân băng vào những phút cuối dù biết đầu Richard bị chấn động. Richard ghi bàn quyết định trong chiến thắng 2-1 đưa Montréal vào Chung kết Cúp Stanley 1952. Sau trận đấu, nhiếp ảnh gia Roger St. Jean đã chụp được cảnh Richard mặt đẫm máu và đang loạn hướng bắt tay thủ môn Jim Henry đội Boston, người có vẻ đang cúi đầu trước cầu thủ Montréal đã tạo nên "bàn thắng vô thức". Bức ảnh này là một trong những hình ảnh nổi tiếng nhất của Richard. Ở chung kết, Montréal thua Detroit 4 trận liên tiếp.
Mùa giải 1952–53 bắt đầu bằng việc Richard bám đuổi sát sao kỷ lục NHL mọi thời đại 324 bàn thắng của Nels Stewart. Ngày 29 tháng 10 năm 1952, Richard cân bằng kỷ lục ở Toronto với hai bàn vào lưới Maple Leafs, thành tựu này được chính người hâm mộ bên đối thủ hoan hô nhiệt liệt. Trong khi người hâm mộ điên cuồng dõi theo mong chờ dấu ấn kỷ lục mới, anh không thể ghi bàn trong ba trận đấu tiếp theo. Ngày 8 tháng 11, trong trận gặp Chicago, Richard ghi bàn thắng thứ 325 của mình vào phút 10:01 hiệp hai. Theo Montreal Gazette, người hâm mộ đã hoan nghênh thành tựu của Richard đến nỗi "chấn động" cả tòa Forum thành phố Montréal. Kết thúc mùa giải với tổng 61 điểm và 28 bàn thắng dẫn đầu đội, Richard trở thành cầu thủ đầu tiên trong lịch sử NHL ghi ít nhất 20 bàn thắng mỗi mùa trong 10 mùa giải đầu tiên. Thêm 7 bàn thắng của Richard trong 12 trận playoff, đội Canadiens đánh bại Boston trong trận chung kết 1953 để giành chức vô địch Cúp Stanley sau khoảng thời gian dài từ năm 1946.
Mùa giải 1953–54, Richard lần thứ tư dẫn đầu về số bàn thắng với 37 bàn. Tiếp tục là lần thứ năm mùa giải 1954–55 với 38 bàn ngang bằng với Bernie Geoffrion. Ngày 18 tháng 12 năm 1954, Richard ghi bàn thắng thứ 400 trong sự nghiệp vào lưới Chicago.

### Bạo loạn Richard
—Sau những lời này, Richard bị Campbell ép ngừng viết bài cho Samedi-Dimanche.
Các cầu thủ đối phương tiếp tục cố gắng ngăn chặn Richard bằng va chạm, và anh thường trả đũa bằng sức mạnh tương ứng. Tình huống này dẫn đến mối thù truyền kiếp với Chủ tịch NHL Clarence Campbell. Richard từng bị Campbell phạt rất nhiều lần vì các sự cố trên sân băng và có lúc bị buộc phải trả 1.000 đô la "án treo cho hạnh kiểm tốt" sau khi chỉ trích Campbell trên chuyên mục hàng tuần của Samedi-Dimanche. Richard là một trong nhiều người ở Québec tin rằng Campbell đối xử với các cầu thủ Canada gốc Pháp khắc nghiệt hơn cầu thủ gốc Anh. Bất đồng âm ỉ nổ ra sau sự cố với đội Boston ngày 13 tháng 3 năm 1955 khi Hal Laycoe dùng gậy đánh vào đầu Richard. Richard trả đũa bằng cú chém ác ý vào đầu Laycoe, sau đó đấm trọng tài biên Cliff Thompson khi can thiệp vào. Cảnh sát Boston định bắt giữ Richard vì tội hành hung, nhưng ban huấn luyện Montréal và các đồng đội từ chối cho cảnh sát vào can thiệp.
Sau hai ngày cân nhắc, Campbell thông báo cấm Richard các trận còn lại mùa giải chính và cả vòng playoff. Richard khi đó đang dẫn đầu cuộc đua ghi điểm của mùa giải. Trong cộng đồng Anh ở Canada, Campbell được tán dương vì đã làm những gì có thể để kiểm soát một Richard bất ổn. Hầu hết mọi người lúc đó không biết rằng Campbell đã từ lâu muốn ra lệnh cấm lâu dài với Richard vì những lần nóng tính của anh trước đó. Tuy nhiên, trên cương vị chủ tịch NHL, Campbell phải chịu trách nhiệm với các ông bầu giải đấu và họ không muốn thấy án cấm nặng như vậy dành cho cầu thủ ngôi sao đang giúp tăng lượng khán giả. Ở Québec nói tiếng Pháp, án cấm thi đấu bị coi là sự bất công, hình phạt vô lý mà những kẻ Ăng-lê dành cho người hùng của cộng đồng Pháp ngữ. Những người ủng hộ Richard phản ứng giận dữ với Campbell, gửi lời dọa giết. Khi ngồi xuống trong trận tiếp theo của Canadiens, ông bị người hâm mộ quá khích ném trứng, rau và các thứ khác vào người. Một người còn ném cả bom hơi cay vào Campbell, khiến cả tòa Forum phải sơ tán và trận đấu bị hủy theo hướng có lợi cho Detroit. Những người hâm mộ chạy ra gặp ngay một đám đông biểu tình tụ tập bên ngoài trước cả lúc bắt đầu trận đấu.
Đám đông hơn 20.000 người trở thành bạo loạn. Cửa sổ, cửa ra vào của Forum và các cửa hàng xung quanh bị đập phá. Cho đến sáng hôm sau, từ 65 đến 70 người đã bị bắt giữ. Hơn 50 cửa hàng bị cướp phá và 37 người bị thương. Thiệt hại ước tính khoảng 100.000 đô la (quy đổi tương đương 971.631 đô la năm 2020). Richard cũng có mặt nhưng rời đi ngay sau khi trận đấu hủy. Frank Selke cố thuyết phục anh trở lại để giải tán đám đông, nhưng Richard từ chối vì sợ rằng thay vào đó sẽ lại làm họ quá khích hơn. Hôm sau, Richard lên đài phát thanh và đề nghị mọi người giữ bình tĩnh: "Đừng làm hại gì thêm nữa. Hãy ủng hộ đội ở vòng playoff. Tôi sẽ nhận hình phạt của mình và trở lại vào năm sau, giúp câu lạc bộ cũng như các cầu thủ trẻ hơn đoạt Cúp."
Án cấm khiến Richard vuột mất Cúp Art Ross cho cầu thủ ghi nhiều điểm nhất, chỉ kém đồng đội Geoffrion đúng một điểm. Richard không bao giờ giành được danh hiệu này, chỉ có năm lần về nhì trong cả sự nghiệp. Người hâm mộ Montréal la ó Geoffrion khi vượt qua Richard trong ngày cuối cùng của mùa giải chính. Thậm chí họ còn tiếp tục chế nhạo Geoffrion trong mùa giải tiếp theo. Không có Richard, Montréal để thua trước Detroit Red Wings với tổng tỉ số 3-4 trong loạt Chung kết Cúp Stanley 1955. Richard đã phải cố gắng kiềm chế cơn tức giận trước thất bại cay đắng này.

### Đội trưởng của triều đại
Richard thực hiện lời hứa với người hâm mộ Canadiens bằng cách dẫn dắt Montréal đoạt Cúp Stanley mùa giải 1955–56 – khởi đầu cho chuỗi vô địch 5 lần liên tiếp chưa từng có đối với một đội khúc côn cầu. Khi mùa giải bắt đầu, em trai Henri gia nhập trở thành đồng đội chơi ở vị trí trung phong với biệt hiệu "Pocket Rocket" (Tên lửa bỏ túi) trong đội hình Canadiens. Mùa giải cũng đánh dấu sự trở lại của đồng đội trong Punch line trước đây là Toe Blake với nhiệm vụ huấn luyện viên trưởng. Cùng với giám đốc điều hành Frank Selke, Blake đã làm việc với Richard để tiết chế tính cách nóng nảy của anh và đối phó với sự khiêu khích của đối thủ bằng cách ghi bàn chứ không phải đánh lộn trả đũa. Richard kết thúc mùa giải với 38 bàn thắng và 71 điểm, đứng thứ nhì sau Jean Béliveau được 47 bàn thắng và 88 điểm. Richard ghi thêm 14 điểm sau 10 trận playoff khi Montréal đánh bại Detroit để giành Cúp Stanley. Anh ghi bàn thứ hai và bàn quyết định trong trận cuối với chiến thắng 3–1.
Bước vào mùa giải NHL thứ 15 của Richard 1956–57, đồng đội chỉ định anh làm đội trưởng Canadiens, kế nhiệm Émile Bouchard đã giải nghệ trước mùa giải. Với 33 bàn thắng và 62 điểm, Richard một lần nữa xếp thứ nhì trong đội dưới Béliveau. Ở vòng loại trực tiếp, anh ghi bàn trong hiệp phụ ở trận thứ năm bán kết loại New York, rồi ghi tiếp bốn bàn trong chiến thắng 5–1 trước Boston ở trận đầu tiên vòng chung kết trên đường giành chức vô địch thứ hai liên tiếp cho Montréal, nằm trong chuỗi 5 lần vô địch liên tiếp.
Richard đạt mốc ghi bàn quan trọng vào đầu mùa giải 1957–58. Trong hiệp một của trận thắng 3–1 trước Chicago ngày 19 tháng 10 năm 1957, anh trở thành cầu thủ đầu tiên trong lịch sử NHL ghi được 500 bàn thắng trong sự nghiệp thi đấu. Khi Richard đang ăn mừng bàn thắng cùng đồng đội, thông điệp đã lan truyền cả tòa Montreal Forum: "Bàn thắng của Canadiens, do chính ông Hockey ghi được, Maurice Richard". Richard chỉ chơi 28 trận vòng tính điểm, ghi được 34 điểm, và phải nghỉ ba tháng do đứt gân achilles. Hồi phục kịp thời cho vòng loại trực tiếp, Richard dẫn dắt Montréal với 11 bàn thắng và 15 điểm giúp đội đoạt Cúp Stanley lần thứ ba liên tiếp. Anh ghi bàn thắng trong hiệp phụ ở trận đấu thứ năm vòng chung kết với Boston. Đó là bàn thắng thứ sáu trong các hiệp phụ trận playoff và là bàn thắng thứ ba trong các trận chung kết của Richard, cả hai đều là kỷ lục NHL.

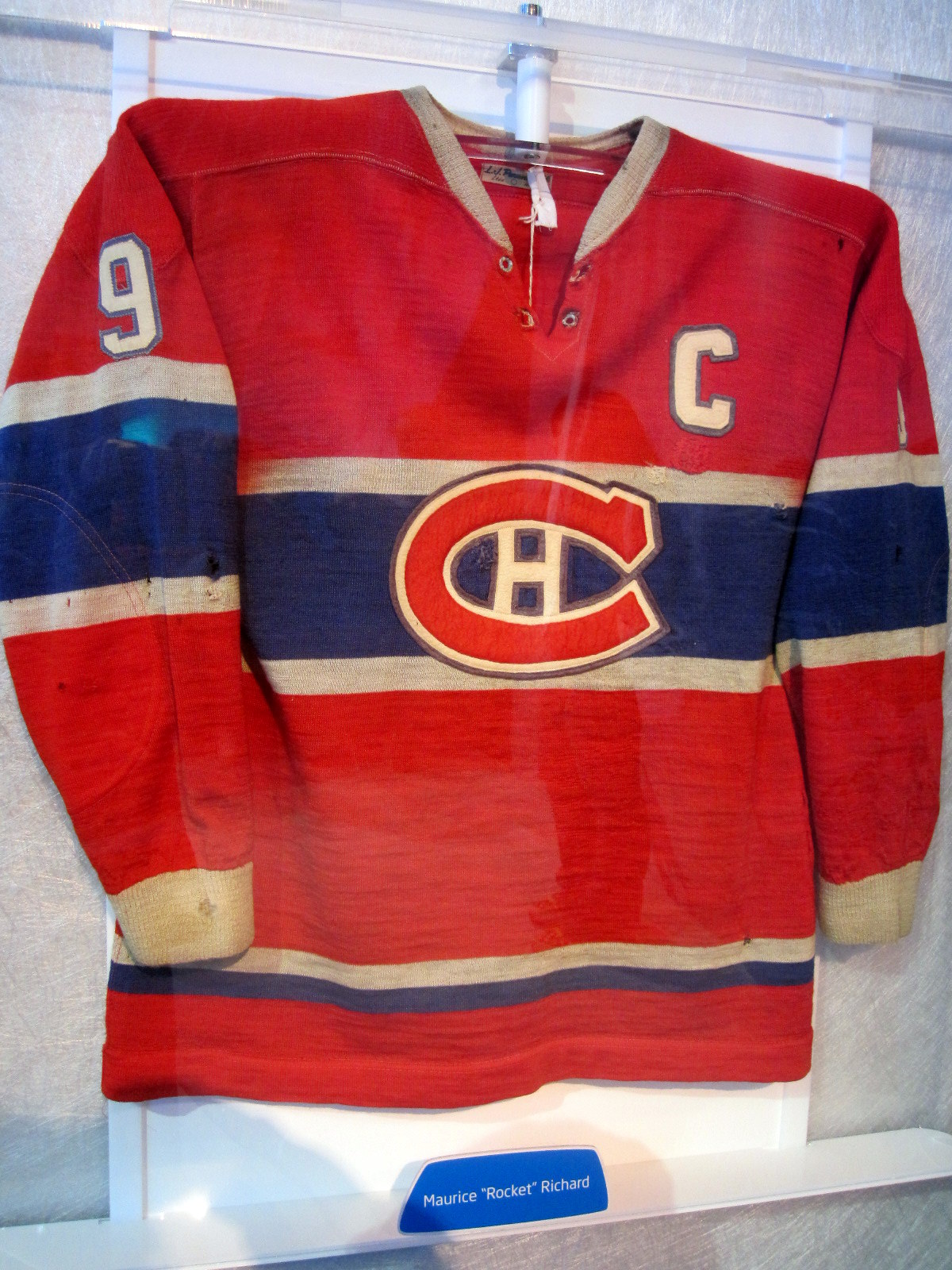
Áo thi đấu trong mùa giải cuối cùng của Richard

Ở tuổi 37, Richard là cầu thủ lớn tuổi nhất NHL mùa giải 1958–59. Anh ghi 38 điểm trong 42 trận, nhưng vắng mặt sáu tuần do vỡ mắt cá chân. Chấn thương gãy xương gò má tiếp tục ập đến trong mùa giải 1959–60 khiến anh phải nghỉ thi đấu một tháng. Tuy vậy, Montréal vẫn giành được Cúp Stanley trong cả hai mùa giải. Richard không ghi được điểm nào trong bốn trận Chung kết Cúp Stanley 1959 nhưng ghi được một bàn và kiến tạo ba bàn trong Chung kết năm 1960. Đây là lần thứ bảy và thứ tám Richard cùng đội bước lên bục vô địch, năm lần vô địch liên tiếp của Montréal vẫn là một kỷ lục mà cho đến nay vẫn chưa đội nào có thể cân bằng được. Đội hình Canadiens những năm 1956–60 được NHL xếp hạng là một trong tám triều đại khúc côn cầu.
Pha ghi bàn trong trận playoff là bàn thắng cuối cùng của Richard, vì anh tuyên bố giải nghệ vào ngày 15 tháng 9 năm 1960. Mùa thu ấy, Richard đã trình diện đến trại huấn luyện Montréal nhưng Selke buộc Richard phải kết thúc sự nghiệp thi đấu vì lo sợ nguy cơ anh dính chấn thương nghiêm trọng. Trong bài phát biểu giải nghệ, Richard nói đã có dự định trong hai năm và trò chơi đã quá nhanh so với tuổi 39 của mình. Nghe tin Richard giải nghệ, Gordie Howe dành lời khen ngợi cho đối thủ cũ: "Anh ấy chắc chắn là con át chủ bài. Anh ấy đã mang đám đông khán giả đến trả lương cho chúng tôi. Richard chắc chắn là một trong những cầu thủ vĩ đại nhất và chúng tôi sẽ nhớ anh."

## Phong cách thi đấu
Richard có biệt danh "Sao chổi" thuở mới vào nghề. Khi đồng đội Ray Getliffe nhận xét rằng Richard "lao vào như tên lửa" lúc tiếp cận khung thành đối phương, một nhà báo thể thao địa phương gọi anh là "Rocket" (Tên lửa); cả Baz O'Meara của Montreal Star và Dink Carroll của Montreal Gazette đều dùng cái tên này cho Richard. Biệt danh này cho thấy tốc độ, sức mạnh và lòng quyết tâm trong lối chơi của Richard. Đồng đội và huấn luyện viên Toe Blake cho biết biệt danh này rất phù hợp vì "khi anh ấy cất cánh, không gì trên đường có thể cản anh ấy lại". Thủ môn Jacques Plante tuyên bố đây là một trong những biệt danh thích hợp nhất dành cho một vận động viên, ghi nhận mãnh lực ác liệt thường ánh lên trong mắt Richard giống như the rocket's red glare (vết sáng chói đỏ của tên lửa) trong bài hát "The Star-Spangled Banner". Glenn Hall đồng tình: "Điều tôi nhớ nhất về Rocket là đôi mắt anh. Khi bay về phía bạn với gậy giữ trái puck, mắt anh ấy sáng lên, nháy chớp và rực rỡ như máy chơi pinball. Thật kinh hoàng."

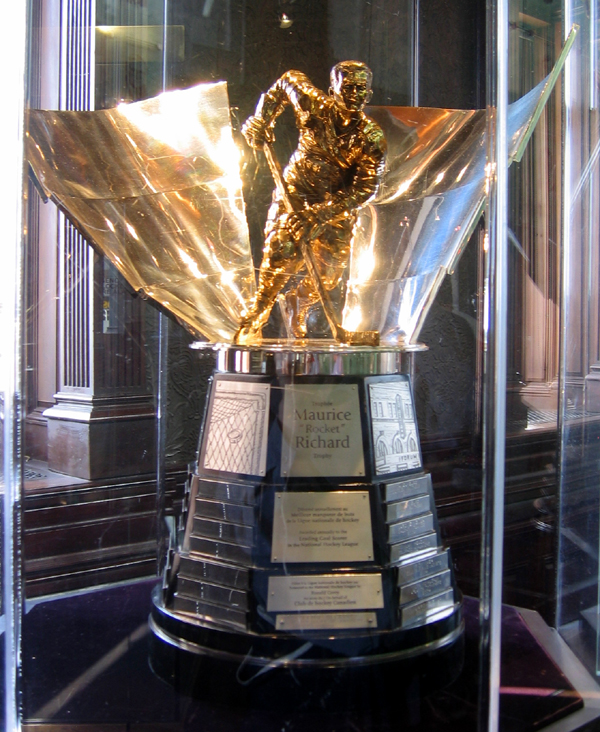
Cúp Maurice "Rocket" Richard Trophy trao hàng năm cho cầu thủ ghi nhiều bàn nhất NHL

Đỉnh cao sự nghiệp của Richard là ngay sau Chiến tranh thế giới thứ hai, khi những cầu thủ thiện chiến trở lại NHL và thể hiện phong cách "đấu sĩ" đặc trưng với lối chơi thô bạo, thể lực và thường có tính bạo lực. Tính khí nóng nảy của Richard khá khét tiếng, thể hiện qua hành động gián tiếp gây ra cuộc bạo loạn Richard.
Là tay săn bàn thuần túy, Richard không chơi cầu kỳ, cũng không nổi trội khi chuyền bóng. Một trong những đồng đội nhận xét rằng "Maurice thậm chí sẽ không chuyền (đưa) muối cho bạn". Richard dẫn đầu NHL về số bàn thắng năm lần, nhưng chưa bao giờ ghi được nhiều điểm nhất. Anh nổi tiếng với cú đánh từ vạch xanh với tỷ lệ ghi bàn tay trái hay tay phải thành thạo như nhau. Chiến công của Richard đã làm hồi sinh hình tượng cho đội Canadiens, vốn phải vật lộn để thu hút người hâm mộ vào thập niên 1930. Ngoài 14 lần xuất hiện tên trong đội hình ngôi sao sau mùa giải (tám lần trong đội hàng đầu, sáu lần ở đội thứ hai), Richard đã chơi 13 trận Toàn Ngôi Sao NHL liên tiếp từ năm 1947 đến năm 1959.
Richard vẫn tiếp tục thi đấu sau khi bị Gordie Howe vượt kỷ lục về số điểm ghi được. Howe vượt qua Richard với 544 bàn thắng vào năm 1963. Kỷ lục 50 bàn trong một mùa giải của Richard được giữ 20 năm cho đến khi Bobby Hull phá được vào năm 1965. Năm 1999, Montréal trao lại Cúp Maurice Richard cho NHL để tặng thưởng thường niên cho cầu thủ ghi nhiều bàn thắng nhất trong mùa giải chính thức.

## Đời tư
Sau khi giải nghệ cầu thủ, Selke đề nghị Richard làm đại sứ đội bóng và hứa sẽ trả nguyên lương thi đấu trong năm đầu tiên. Năm 1964, Richard được bổ nhiệm chức phó chủ tịch Canadiens. Ông bất bình với vị trí danh dự mà không có thực quyền nên từ chức một năm sau đó. Richard ngày càng xa rời khi bị phớt lờ mong muốn tham gia vào các hoạt động của đội, sự phân rẽ ngày càng nặng nề khi Canadiens buộc Frank Selke phải nghỉ hưu năm 1965. Cuối cùng, Richard đã từ chối gắn tên mình với đội tuyển.
Với nỗi sợ bị lãng quên cùng với nỗ lực tìm kiếm mục đích sống sau khi nghỉ hưu, Richard nỗ lực gắn danh tính mình vào nhiều hoạt động. Ông giữ vai trò biên tập viên tư vấn cho tạp chí Maurice Richard's Hockey Illustrated, sở hữu hàng quán "544 / 9 Tavern" (đặt tên theo tổng số bàn thắng trong sự nghiệp và số áo đấu của Richard) ở Montréal, và rao bán cả tá loại sản phẩm từ bia, thuốc nhuộm tóc, pin ô tô đến dụng cụ câu cá và đồ chơi trẻ em. Ông tiếp tục sử dụng tên mình cho quảng cáo hơn 30 năm sau khi giải nghệ. Năm 1972, Richard trở lại với khúc côn cầu một thời gian ngắn làm huấn luyện viên trưởng cho Québec Nordiques của Hiệp hội khúc côn cầu thế giới WHA. Ông chỉ đạo được hai trận, một thắng và một thua, trước khi nhận ra không thể đảm đương được sức ép của nghề huấn luyện. Năm 1981, Richard hòa giải với Canadiens và nối lại vai trò đại sứ cho đội tuyển.
Richard và vợ Lucille sống ở Montréal, cùng nuôi dạy 7 người con: Huguette, Maurice Jr., Norman, André, Suzanne, Polo và Jean. Họ có 14 cháu. Năm 1994, hai năm sau kỷ niệm 50 năm ngày cưới, Lucille qua đời vì bệnh ung thư. Người phối ngẫu lúc cuối đời của Richard là Sonia Raymond.

## Bệnh tật và qua đời

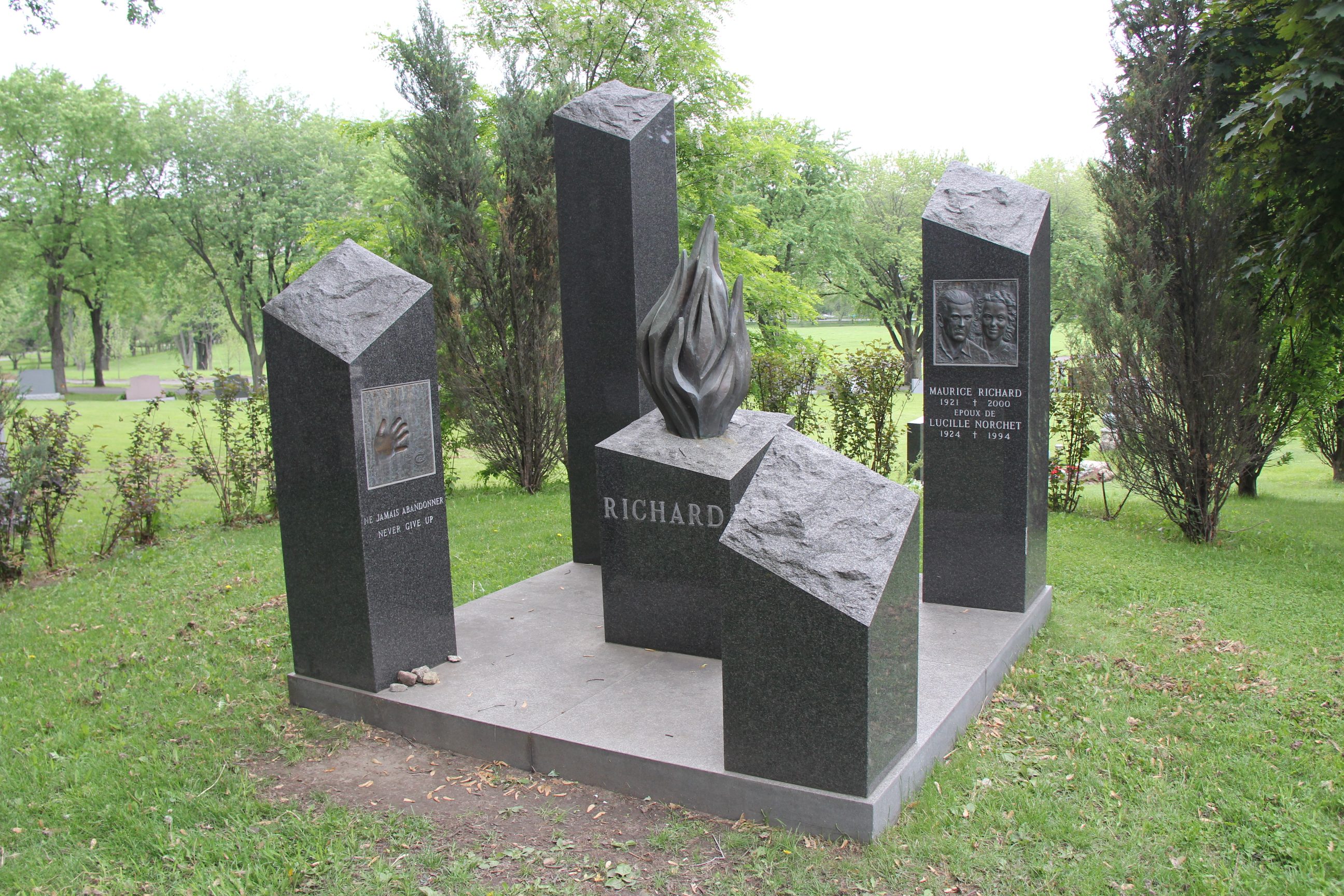
Mộ Richard tại Nghĩa trang Notre Dame des Neiges ở Montréal

Năm 1998, Richard được chẩn đoán bị ung thư dạ dày. Ngày 27 tháng 5 năm 2000, ông qua đời vì căn bệnh này và được an nghỉ tại Nghĩa trang Notre Dame des Neiges ở Montréal. Trước trận 1 của loạt trận Chung kết Cúp Stanley 2000 giữa New Jersey Devils và Dallas Stars, có một đoạn video ngắn tưởng nhớ nêu bật những khoảnh khắc tuyệt vời và dấu ấn trong sự nghiệp của Maurice Richard.

## Di sản
Trong suốt sự nghiệp thi đấu và sau đó, Richard được trao tặng nhiều danh hiệu. Thông tấn xã Canadian Press ba lần dành tặng Giải thưởng Lionel Conacher cho nam vận động viên của năm. Năm 1957, Richard nhận Cúp Lou Marsh cho vận động viên của năm của Canada. Năm 1960, đội Canadiens quyết định treo áo số 9 của Richard, không cho ai khoác số áo này ra sân nữa. Đại sảnh Danh vọng Khúc côn cầu đã bỏ đi yêu cầu cần 5 năm chờ đợi sau khi giải nghệ để đưa tên Richard vào năm 1961. Cùng năm đó, sân vận động Maurice Richard sức chứa 5.000 chỗ được xây dựng và đặt tên vinh danh ông.
Khi Huân chương Canada ra đời năm 1967, Richard là một trong những thành viên được vinh danh đầu tiên Năm 1998, ông được nâng lên hạng Companion của Huân chương Canada. Năm 1975, Đại sảnh Danh vọng Thể thao Canada vinh danh Richard. Năm 1999, Richard được trao ngôi sao trên Đại lộ Danh vọng Canada. Năm 1992, ông được chỉ định vào Hội đồng Cơ mật cho Canada của Nữ hoàng.

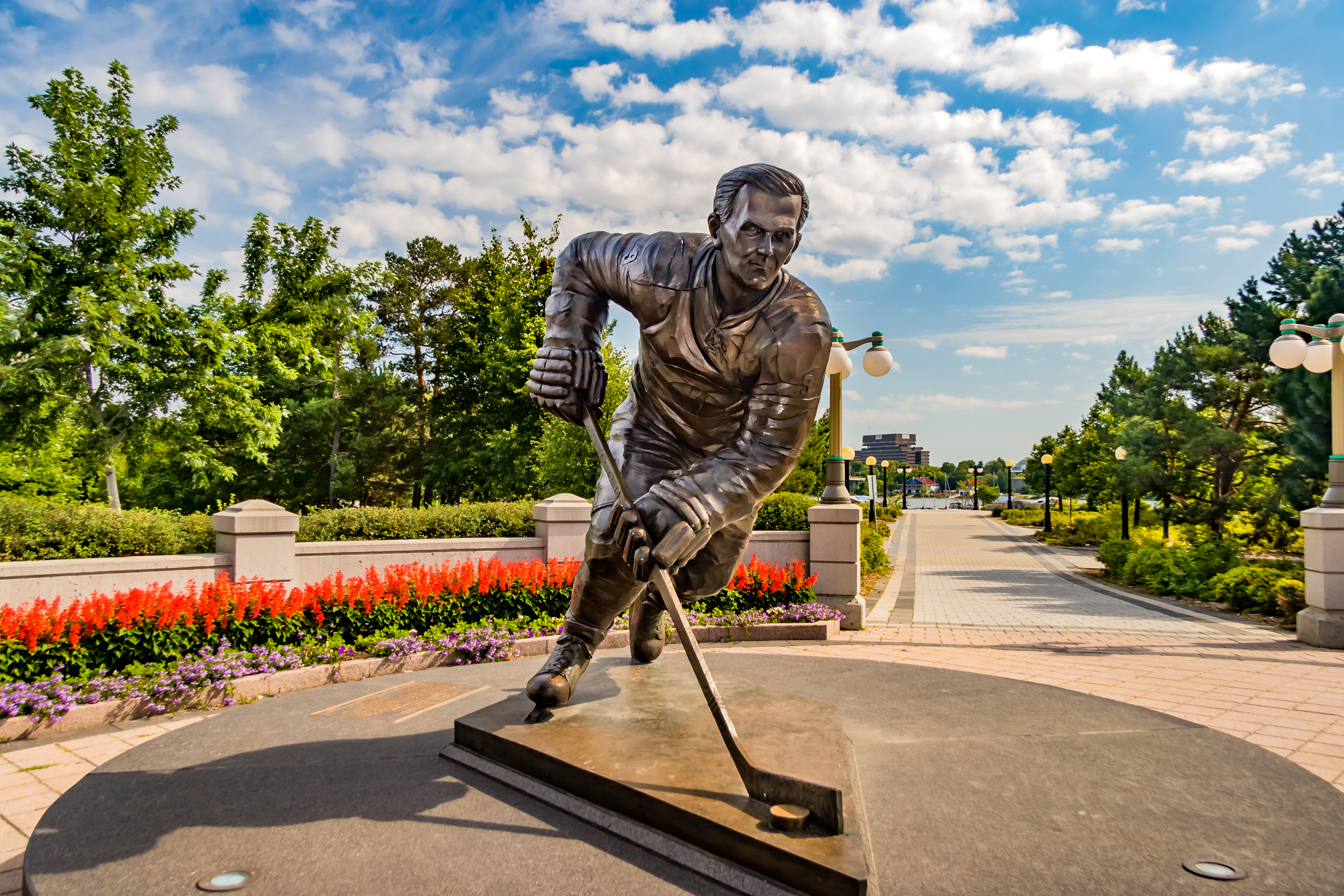
Tượng đài Richard bên ngoài công viên Jacques Cartier ở Gatineau, Québec

Là cầu thủ nổi tiếng khắp Canada, Richard cũng là một biểu tượng tại Québec. Tác giả Roch Carrier đã giải thích niềm đam mê mà Richard khơi gợi từ những người hâm mộ trong truyện ngắn kinh điển Canada năm 1979 Le chandail de hockey. Carrier viết về cách mà mình và bạn bè đều bắt chước phong cách và cư xử của Richard: "Chúng tôi là năm gã trai Maurice Richard đấu với năm Maurice Richard khác, cùng lao vào trái puck. Chúng tôi là mười cầu thủ đều mặc đồng phục Montréal Canadiens, tất cả đều cùng một nhiệt huyết cháy bỏng. Tất cả chúng tôi đều đeo số 9 nổi tiếng." Truyện được xuất bản rồi chuyển thể thành phim hoạt hình ngắn của National Film Board giúp cho hình ảnh Richard trở thành biểu tượng nổi tiếng khắp Canada. Richard nổi tiếng đến tận cuối đời: khi được giới thiệu trong nghi thức sau trận khúc côn cầu cuối cùng tại tòa Forum, người hâm mộ Canadiens đã khiến Richard rơi nước mắt, họ nhiệt liệt hoan nghênh ông trong 11 phút. Sau khi Richard qua đời, Québec vinh danh Richard bằng tang lễ cấp nhà nước đầu tiên dành cho một người không phải chính trị gia. Hơn 115.000 người bày tỏ lòng kính trọng khi đến viếng linh cữu Richard tại Nhà thi đấu Centre Molson.
Cuộc bạo loạn Richard có được địa vị thần thoại trong văn hóa dân gian Canada. Cuộc bạo loạn này thường được coi là biểu hiện bạo lực của những người nói tiếng Pháp bất mãn ở Québec đứng giữa số đông nói tiếng Anh ở Canada. Một số sử gia còn coi bạo loạn Richard là tiền thân của Cách mạng Yên lặng thập niên 1960. Nhân dịp tưởng niệm bạo loạn Richard lần thứ 40, tờ La Presse của Montréal mở đầu như sau: "Bốn mươi năm trước đã khởi đầu một trong những giai đoạn kịch tính nhất trong lịch sử Québec và của môn khúc côn cầu." Bản thân Richard đã công khai bác bỏ vai trò của mình là xúc tác thay đổi văn hóa hay chính trị. Trong cuộc phỏng vấn năm 1975, Richard nói rằng mình chơi với "những chàng trai Anh" và không rõ phần lớn về tình hình Québec nói tiếng Pháp khi ấy.
Trong bài báo được xuất bản bốn ngày sau bạo loạn, nhà báo André Laurendeau là người đầu tiên cho rằng đó là dấu hiệu chủ nghĩa dân tộc đang gia tăng ở Québec. Laurendeau xem cuộc bạo động "đã tiết lộ những gì phía sau bị coi là thờ ơ và thụ động bấy lâu nay của người Canada nói tiếng Pháp". Ngược lại, trong cuốn sách The Rocket: A Cultural History of Maurice Richard (Rocket: Lịch sử văn hóa về Maurice Richard), Benoît Melançon tranh cãi về tầm quan trọng của cuộc bạo loạn đã gia tăng trở lại trong lịch sử cùng với huyền thoại Richard. Melançon viết: "Theo câu chuyện phổ biến này, lần đầu tiên người Québec đứng lên vì chính mình; đặc biệt người Canada nói tiếng Anh thích thú khi thông báo một cách ngược đời rằng đây là sự khởi đầu của Cách mạng Yên lặng thập niên 1960."
Richard là chủ đề của bộ phim tiểu sử The Rocket năm 2005.

## Thống kê sự nghiệp
| 1939–40       | Verdun Maple Leafs       | QJHL          | 10  | 4   | 1   | 5   | 2    | 4   | 6  | 3  | 9   | 2   |
| 1939–40       | Verdun Maple Leafs       | QSHL          | 1   | 0   | 1   | 1   | 0    | —   | —  | —  | —   | —   |
| 1939–40       | Verdun Maple Leafs       | Cúp Memorial  | —   | —   | —   | —   | —    | 7   | 7  | 9  | 16  | 16  |
| 1940–41       | Montréal Canadiens (trẻ) | QSHL          | 1   | 0   | 1   | 1   | 0    | —   | —  | —  | —   | —   |
| 1941–42       | Montréal Canadiens (trẻ) | QSHL          | 31  | 8   | 9   | 17  | 27   | 6   | 2  | 1  | 3   | 6   |
| 1942–43       | Montréal Canadiens       | NHL           | 16  | 5   | 6   | 11  | 4    | —   | —  | —  | —   | —   |
| 1943–44*      | Montréal Canadiens       | NHL           | 46  | 32  | 22  | 54  | 45   | 9   | 12 | 5  | 17  | 10  |
| 1944–45       | Montréal Canadiens       | NHL           | 50  | 50  | 23  | 73  | 46   | 6   | 6  | 2  | 8   | 10  |
| 1945–46*      | Montréal Canadiens       | NHL           | 50  | 27  | 22  | 49  | 50   | 9   | 7  | 4  | 11  | 15  |
| 1946–47       | Montréal Canadiens       | NHL           | 60  | 45  | 26  | 71  | 69   | 10  | 6  | 5  | 11  | 44  |
| 1947–48       | Montréal Canadiens       | NHL           | 53  | 28  | 25  | 53  | 89   | —   | —  | —  | —   | —   |
| 1948–49       | Montréal Canadiens       | NHL           | 59  | 20  | 18  | 38  | 110  | 7   | 2  | 1  | 3   | 14  |
| 1949–50       | Montréal Canadiens       | NHL           | 70  | 43  | 22  | 65  | 114  | 5   | 1  | 1  | 2   | 6   |
| 1950–51       | Montréal Canadiens       | NHL           | 65  | 42  | 24  | 66  | 97   | 11  | 9  | 4  | 13  | 13  |
| 1951–52       | Montréal Canadiens       | NHL           | 48  | 27  | 17  | 44  | 44   | 11  | 4  | 2  | 6   | 6   |
| 1952–53*      | Montréal Canadiens       | NHL           | 70  | 28  | 33  | 61  | 112  | 12  | 7  | 1  | 8   | 2   |
| 1953–54       | Montréal Canadiens       | NHL           | 70  | 37  | 30  | 67  | 112  | 11  | 3  | 0  | 3   | 22  |
| 1954–55       | Montréal Canadiens       | NHL           | 67  | 38  | 36  | 74  | 125  | —   | —  | —  | —   | —   |
| 1955–56*      | Montréal Canadiens       | NHL           | 70  | 38  | 33  | 71  | 89   | 10  | 5  | 9  | 14  | 24  |
| 1956–57*      | Montréal Canadiens       | NHL           | 63  | 33  | 29  | 62  | 27   | 10  | 8  | 3  | 11  | 8   |
| 1957–58*      | Montréal Canadiens       | NHL           | 28  | 15  | 19  | 34  | 28   | 10  | 11 | 4  | 15  | 10  |
| 1958–59*      | Montréal Canadiens       | NHL           | 42  | 17  | 21  | 38  | 27   | 4   | 0  | 0  | 0   | 2   |
| 1959–60*      | Montréal Canadiens       | NHL           | 51  | 19  | 16  | 35  | 50   | 8   | 1  | 3  | 4   | 2   |
| Tổng cộng NHL | Tổng cộng NHL            | Tổng cộng NHL | 978 | 544 | 422 | 966 | 1285 | 133 | 82 | 44 | 126 | 188 |

* Vô địch Cúp Stanley

## Giải thưởng và vinh danh
| Phần thưởng                    | Năm                                                                    | Tham khảo |
| ------------------------------ | ---------------------------------------------------------------------- | --------- |
| Đội thứ nhất Toàn Ngôi Sao     | 1944–45, 1945–46, 1946–47, 1947–48, 1948–49, 1949–50, 1954–55, 1955–56 | [ 30 ]    |
| Đội thứ nhì Toàn Ngôi Sao      | 1943–44, 1950–51, 1951–52, 1952–53, 1953–54, 1956–57                   | [ 30 ]    |
| 8 lần vô địch Cúp Stanley      | 1943–44, 1945–46, 1952–53, 1955–56, 1956–57, 1957–58, 1958–59, 1959–60 |           |
| Cúp Hart Cầu thủ xuất sắc nhất | 1946–47                                                                | [ 141 ]   |

| Giải thưởng                                  | Năm              | Tham khảo |
| -------------------------------------------- | ---------------- | --------- |
| Nam vận động viên của năm của Canadian Press | 1952, 1957, 1958 | [ 122 ]   |
| Cúp Lou Marsh Vận động viên Canada của năm   | 1957             | [ 123 ]   |